# Raionul Bârzula, județul Râbnița
Raionul Bârzula a fost unul din cele patru raioane ale județului Râbnița din Guvernământul Transnistriei între 1941 și 1945.